# Меувс, Вальтер
Вальтер Меувс (нидерл. Walter Meeuws; 11 июля 1951, Бельгия) — бельгийский футболист, играл на позиции защитника. По завершении игровой карьеры — тренер.
Выступал, в частности, за клуб «Беерсхот», а также национальную сборную Бельгии.
Трёхкратный чемпион Бельгии. Трёхкратный обладатель Суперкубка Бельгии. Чемпион Нидерландов. Обладатель Кубка Бельгии. Обладатель Кубка Бельгии (как тренер). Обладатель Суперкубка Бельгии (как тренер).

## Клубная карьера
Во взрослом футболе дебютировал в 1970 году выступлениями за команду клуба «Мехелен», в котором провел два сезона.
Своей игрой за эту команду привлек внимание представителей тренерского штаба клуба «Беерсхот», к составу которого присоединился в 1972 году. Сыграл за команду из Антверпена следующие шесть сезонов своей игровой карьеры.
Впоследствии с 1978 по 1985 год играл в составе команд клубов «Брюгге», «Стандард» (Льеж) и «Аякс». С первой из этих команд завоевал титул чемпиона Бельгии в 1980 году, впоследствии ещё дважды становился чемпионом Бельгии в составе «Стандарда», с «Аяксом» также выигрывал национальное первенство — чемпионат Нидерландов.
Завершил профессиональную игровую карьеру в клубе «Мехелен», в составе которого уже выступал ранее. Пришел в команду в 1985 году, защищал её цвета до прекращения выступлений на профессиональном уровне в 1987 году.

## Выступления за сборную
В 1977 году дебютировал в официальных матчах в составе национальной сборной Бельгии. В течение карьеры в национальной команде, которая длилась 8 лет, провел в форме главной команды страны 46 матчей.
В составе сборной был участником чемпионата Европы 1980 года в Италии, где вместе с командой завоевал «серебро», чемпионата мира 1982 года в Испании.

## Карьера тренера
Начал тренерскую карьеру сразу же по завершении карьеры игрока в 1987 году, возглавив тренерский штаб клуба «Льерс».
В дальнейшем возглавлял национальную сборную Бельгии, а также команды клубов «Антверпен», «Гент», «Раджа» и «Аль-Гарафа (Доха)».
В 2007 году специалист возглавалял клуб «Беверен».

## Достижения

### Как игрока
- Чемпион Бельгии:

«Брюгге»: 1979—1980
«Стандард» (Льеж): 1981—1982, 1982—1983
- Обладатель Суперкубка Бельгии:

«Брюгге»: 1980
«Стандард» (Льеж): 1981, 1983
- Чемпион Нидерландов:

«Аякс»: 1984—1985
- Обладатель Кубка Бельгии:

«Мехелен»: 1986—1987

### Как тренера
- Обладатель Кубка Бельгии:

«Антверпен»: 1991—1992
- Обладатель Суперкубка Бельгии:

«Льерс»: 1999

## Ссылка
- Профиль на сайте National Football Teams (англ.)